# Scipionyx
Scipionyx  samniticus ist ein theropoder Dinosaurier aus der frühen Kreidezeit Italiens. Es gibt bislang nur einen Skelettfund, dieser ist für seine besondere Erhaltung weicher Gewebe und innerer Organe bekannt.
Es handelt sich um das Fossil eines Jungtieres von 25 Zentimetern Länge. Die Länge der ausgewachsenen Tiere wird auf zwei Meter geschätzt. Der Name Scipionyx setzt sich aus dem lateinischen Namen Scipio, in Anspielung auf den Geologen Scipione Breislak, der als Erster die Formation beschrieben hatte, in der das Fossil gefunden wurde, und dem griechischen Wort onyx (Kralle) zusammen. Das Artepitheton samniticus steht für den lateinischen Namen Samnium, der die Fundgegend um Pietraroja (bei Salerno) bezeichnet.

## Fundgeschichte
Scipionyx wurde im Frühjahr 1981 vom Amateur-Paläontologen  Giovanni Todesco in der Nähe von  Pietraroja, ca. 50 km nördlich von Neapel gelegen, in einer für ungewöhnlich gut erhaltene Fossilien bekannten Kalksteinformation entdeckt. Todesco war sich der Bedeutung des Fundes nicht bewusst, er hielt ihn zunächst für einen fossilen Vogel und bewahrte ihn bis 1992 in seinem Keller auf, bis er mit den zwei Paläontologen Cristiano Dal Sasso vom naturhistorischen Museum Mailand und Marco Signore von der Universität Neapel Federico II zusammentraf, die den Fund als ersten italienischen Dinosaurier identifizierten. 1998 war Scipionyx auf der Titelseite der Zeitschrift Nature abgebildet.

## Klassifikation
Scipionyx wurde ursprünglich als Angehöriger der Maniraptoriformes mit unklarer näherer Verwandtschaft beschrieben. Er weist typische Coelurosaurier-Merkmale auf, ein im Vergleich zu anderen Dinosauriern längeres Sacrum, einen zur Spitze hin versteiften Schwanz sowie eine gebogene Ulna (Elle). Ferner ist die Tibia (Schienbein) länger als das Femur (Oberschenkelknochen). Auf jedem Maxillare befinden sich sieben Zähne.

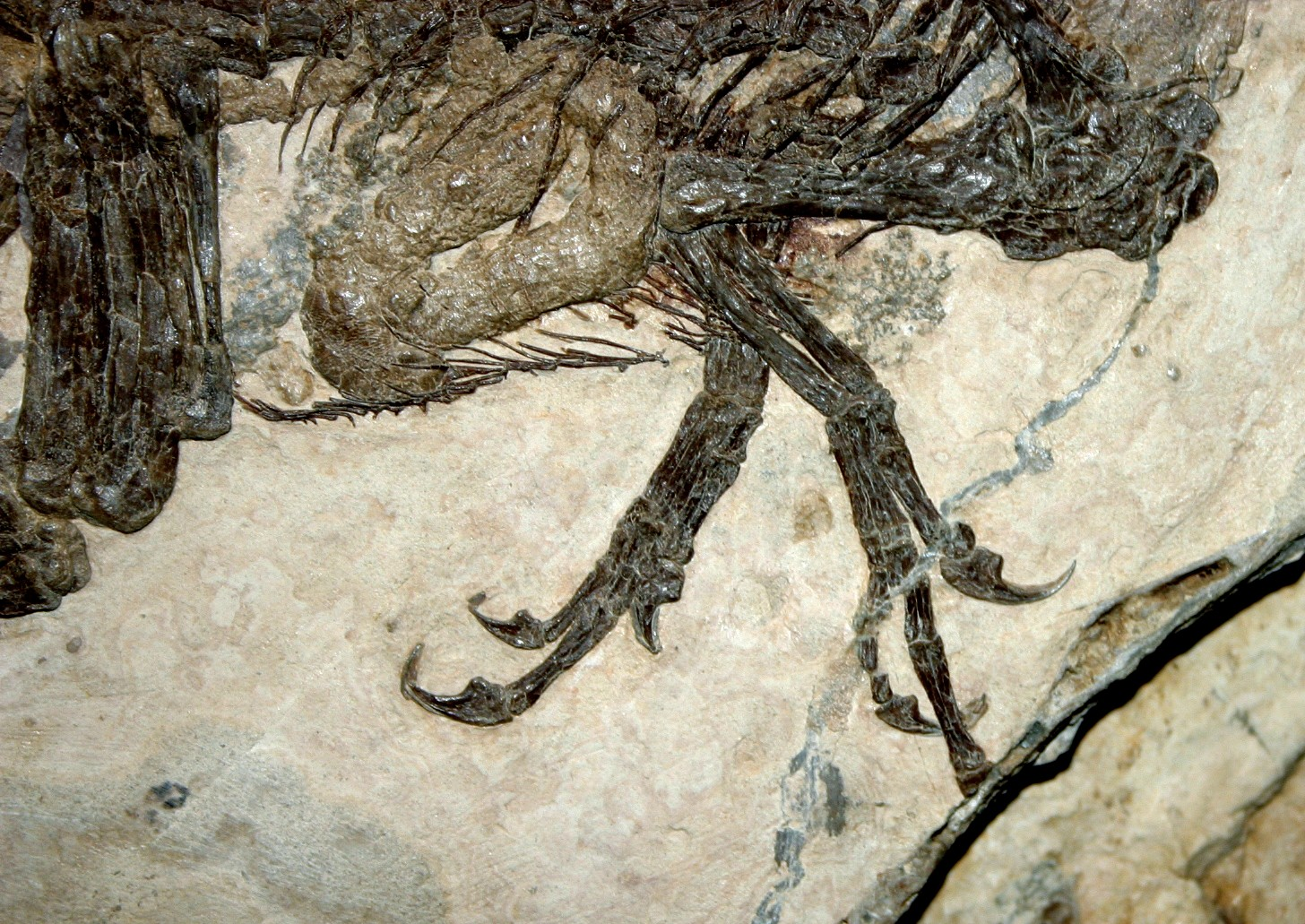
Details des erhaltenen Verdauungstraktes

Der US-amerikanische Paläontologe Thomas R. Holtz Jr. sieht ihn außerhalb der Maniraptoriformes und ordnet das Taxon direkt, ohne Familienzugehörigkeit, den Coelurosauria zu. Da bislang lediglich ein Jungtierskelett vorliegt, ist eine spezifischere Zuordnung nicht möglich.

## Paläobiologie
Unter paläobiologischen Gesichtspunkten handelt es sich bei Scipionyx um einen sehr bedeutsamen Fund, da die einzigartige Fossilisation Teile der inneren Organe erhalten hat. Teile der Luftröhre und des Darms, die Leber und einige Muskeln sind in dem feinen Kalkstein gut erkennbar geblieben. Bis dahin konnte man über die inneren Organe und deren relative Lage nur Mutmaßungen anstellen. Der unerwartet kurze Darm lässt auf eine effiziente Nahrungsverwertung schließen.